# Carema (DOC)
Pour la commune, voir Carema.
Le Carema est un vin rouge sec italien de la région du Piémont doté d'une appellation DOC depuis le 9 juillet 1967. Seuls ont droit à la DOC les vins rouges récoltés à l'intérieur de l'aire de production définie par le décret. Les vignobles autorisés se situent en province de Turin dans la commune de Carema. 13,29 des 120 hectares délimités sont en production.
Les vignobles se situent entre 300 et 700 m d’altitude sur des terrasses creusées dans la roche des pentes du mont Maletto. Les pentes surplombent la rive droite de la Doire Baltée. Au nord de l'appellation commence la région Vallée d'Aoste.
Le paysage est caractérisé par des pergolas soutenues par des piliers en forme de tronc de cône, en pierre naturel. Les pierres des piliers, en libérant au cours de la nuit la chaleur accumulée pendant la journée, offrent à la vigne des conditions climatiques pour la culture.

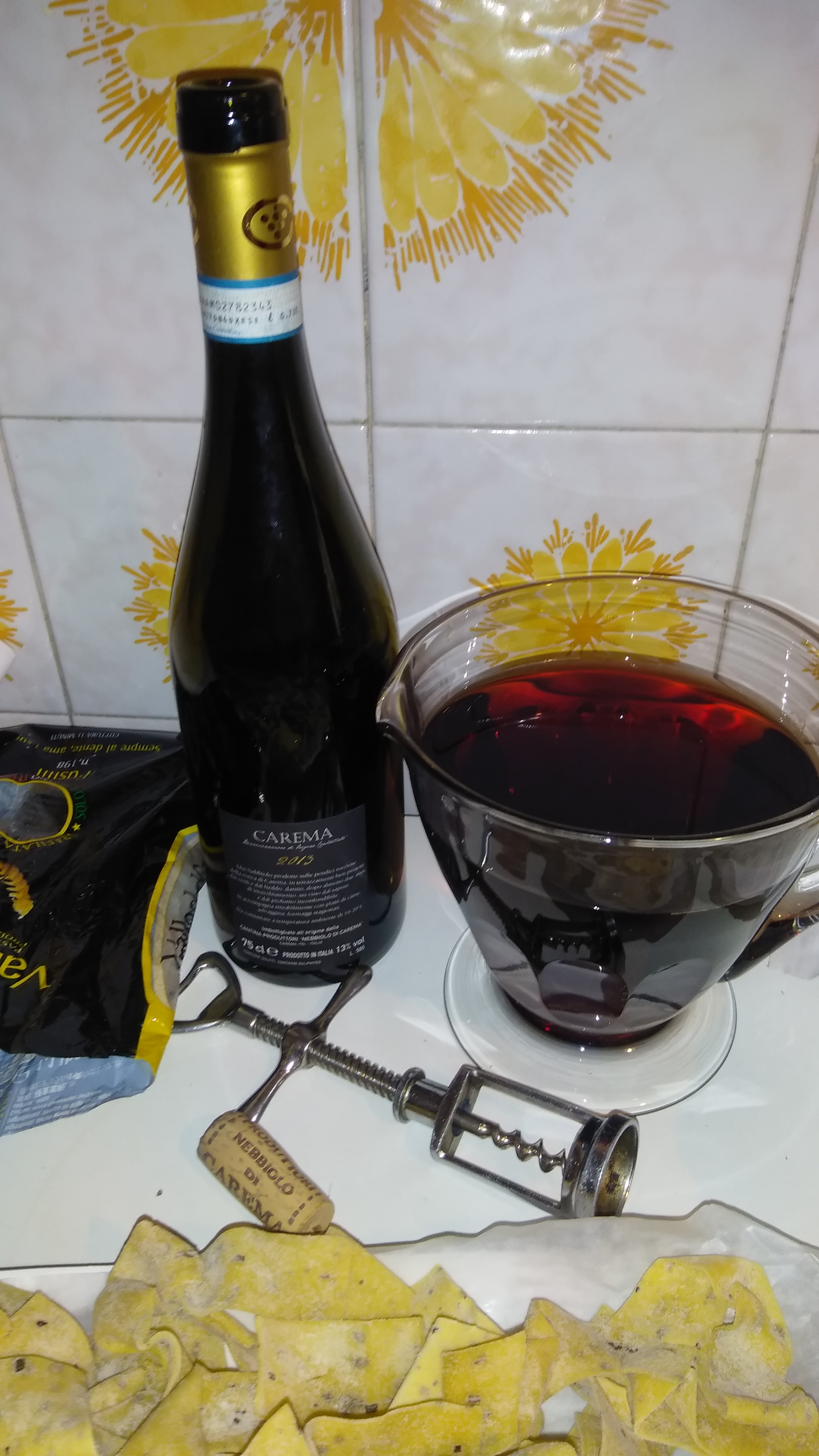
Carema 2013

Vieillissement minimum légal : trois ans, dont au moins 24 mois en fût de chêne ou de châtaignier (taille maxi du fût : 4000 litres)  ainsi que six mois en bouteille.
Le vin rouge du type Carema répond à un cahier des charges moins exigeant que le Carema riserva, essentiellement en relation avec le vieillissement.

## Caractéristiques organoleptiques
- couleur : rouge rubis avec des reflets grenat, qui s’atténue avec le temps.
- odeur :  caractéristique, intense, qui s’affine avec le vieillissement, arômes de  rose macérée.
- saveur :  souple, velouté, corsé. Avec un agréable fond légèrement amer.

Le Carema se déguste à une température comprise entre 16 et 18 °C et il se gardera 6 à 12 ans.

## Association de plats conseillée
Grillades variées, grands rôtis, viandes braisées ou en marmelade, gibier en civet, foies gras, fromages affinés.

## Production
Province, saison, volume en hectolitres :
- Torino  (1990/91)  356,55
- Torino  (1991/92)  303,68
- Torino  (1992/93)  105,56
- Torino  (1993/94)  121,59
- Torino  (1994/95)  238,45
- Torino  (1995/96)  283,5
- Torino  (1996/97)  436,15

- Torino  (2000)     496
- Torino  (2001)     504
- Torino  (2002)
- Torino  (2003)     500